# MONA broj
MONA broj (skr. od engl. Moths of North America), ili Hodžesov broj prema Ronaldu V. Hodžesu, deo je sistema numerisanja za severnoameričke moljce koji se nalaze severno od Meksika u kontinentalnim Sjedinjenim Američkim Državama i Kanadi, kao i na ostrvu Grenland. Uveden 1983. godine od strane Hodžesa objavljivanjem Kontrolne liste Lepidoptera Amerike severno od Meksika, sistem je započeo tekući proces numeracije kako bi formirao listu od preko 12.000 moljaca Severne Amerike severno od Meksika. Sistem broji moljce unutar iste porodice u međusobnoj blizini zarad identifikacije. Na primer, vrsta  počinje sistem numerisanja sa 0001, dok je  označena brojem 0002.
Sistem je pomalo zastareo od svog početka iz nekoliko razloga:
- Neki brojevi više ne postoje jer su vrste koje nose taj broj reklasifikovane u druge vrste.
- Neke vrste su pregrupisane u drugu porodicu i njihovi MONA brojevi su taksonomski van reda.
- Nove vrste su otkrivene od implementacije MONA sistema, što je rezultiralo upotrebom decimalnih brojeva kako se ne bi ometalo numerisanje drugih vrsta.[2]

Uprkos gore navedenim problemima, ovaj sistem je ostao popularan na mnogim veb lokacijama i publikacijama. To je najpopularniji sistem numerisanja koji se koristi, u velikoj meri zamenjujući stariji sistem Makdanovih brojeva, dok neke objavljene liste radije koriste druge oblike kompilacije. Grupa fotografa moljaca (MPG) na Državnom univerzitetu Misisipija aktivno prati opsežnu listu severnoameričkih moljaca koji koriste ovaj sistem i ažurira njihove kontrolne liste u skladu sa publikacijama u vezi sa izmenama i dodacima.

## Literatura
- ,  (1983).  (на језику: енглески). : . ISBN 0-86096-016-1. OCLC 9748761.

- , ; ,  (2012).  (на језику: енглески) (1. изд.). : . ISBN 978-0-547-23848-7. OCLC 723141254.

- , ; ,  (2009).  (на језику: енглески). : . ISBN 978-0-520-94377-3. OCLC 536166537.